# Иван Желев (генерал, 1911)
 Тази статия е за генерала роден 1911.  За генерала роден 1919 вижте Иван Желев (генерал, 1919).  
Иван Йорданов Желев е български партизанин, военен деец и политически офицер, генерал-майор.

## Биография
Роден е на 10 април 1911 г. в старозагорското село Дълбоки. През 1929 г. става член на РМС, а от 1934 и на БКП. От 1928 до 1929 г. е селски ратай в село Джиново. От декември 1929 г. е обущарски работник в Бургас. От 1929 г. е член на Градския комитет на РМС в Бургас. Остава там до февруари 1932 г. През 1932 г. е интерниран от Бургас в родното си село. Изкарва военната си служба във втора инженерна дружина в Пловдив. През юни 1933 г. получава смъртна присъда за създаване на антивоенна група във втора инженерна дружина, а на следващата година е отменена. Лежи последователно в Пловдивския, Старозагорския, Плевенския и Сливенския затвор. През май 1941 г. е амнистиран и излиза от затвора. Става секретар на Районния комитет на БКП в село Дълбоки и член на ОК на БКП в Стара Загора. През март 1942 година е арестуван след разкриване на Ветренската конспирация (парашутисти) и осъден на смърт, но в края на 1943 присъдата е заменена с доживотен затвор. Освободен на 8 септември 1944 година. На 27 септември става инструктор на помощник-командира на осма пехотна тунджанска дивизия. От 10 март 1945 година е помощник-командир на дивизията. От 1946 до 1947 г. е заместник-командир по политическата част на първа конна дивизия в Ямбол. От април 1947 г. е полковник. След това до 1949 г. е заместник-командир по политическата част на пета танкова дивизия. Завършва Военнополитическата академия „Ленин“ в Москва през 1951 г. Между май и септември 1951 г. е заместник-началник на политическия отдел на втора армия. В периода септември 1951-януари 1953 г. е началник на политическия отдел на втора армия. От януари 1953 г. до август 1956 г. е член на Военния съвет при противовъздушната отбрана. След това е член на Военния съвет на Военновъздушни и противовъздушни сили. Достига до чин генерал-майор С указ № 581 от 9 април 1981 г. е обявен за герой на социалистическия труд. Награждаван е с орден „За храброст“, IV степен, 2 клас, „Червено знаме“, 1 клас, „За унгарската свобода“, сребърен и югославски орден „За храброст“, „Народна република България“ II ст. (1961), I ст. (1963), орден „9 септември 1944 г.“ с мечове, „Георги Димитров“ (1971, 1981), орден „Народна свобода 1941 – 1944 г.“., орден „Красная Звезда“ (СССР, 1945). Пише книга, озаглавена „Тунджанци през Драва и Мур“, 1978.

## Образование
Военнополитическа академия „Ленин“ (1949-май 1951)